# Winda Warrick
Winda Warrick a Csillagok háborúja elképzelt univerzumának egyik ewok szereplője.

## Leírása
Winda Warrick az ewokok fajába tartozó kislány. Testét barna szőrzet borítja, azonban az arca és hasi része fehéresek. Szemszíne kékesfekete.

## Élete
Ez az ewok, akár a többi fajtársa, az Endor bolygó erdőholdján született és él. A Világos fa falu (Bright Tree Village) településfa egyik harcosának, Deej Warricknak a legkisebb gyermeke. Az édesanyja Shodu, a három bátyja pedig: Weechee, Willy és Wicket. Dédapja a nagy harcos, Erpham Warrick volt, akiről feltételezik, hogy Erő-érzékeny is volt.
Winda életéről nincs sok adat. Amikor Mace-nak és Cindel Towaninak szüksége volt a Warrick családra, Winda még pólyásbaba volt. Amikor Deej és fiai elmentek harcolni a goraxszal, Shodu Winda gondozásából merített erőt.

## Megjelenése a filmekben, rajzfilmekben
Windát csak egy tévéfilmben lehet látni, „A bátrak karavánja” (The Ewok Adventure) címűben. Azonban a „Star Wars: Ewoks” rajzfilmsorozat néhány részében is szerepel. Továbbá a „Wicket Goes Fishing: An Ewok Adventure” című könyvben is megemlítik.

## Fordítás
- Ez a szócikk részben vagy egészben a Winda Warrick című Wookieepedia-szócikk fordítása. Az eredeti cikk szerkesztőit annak laptörténete sorolja fel.